# Dorfkirche Fretzdorf

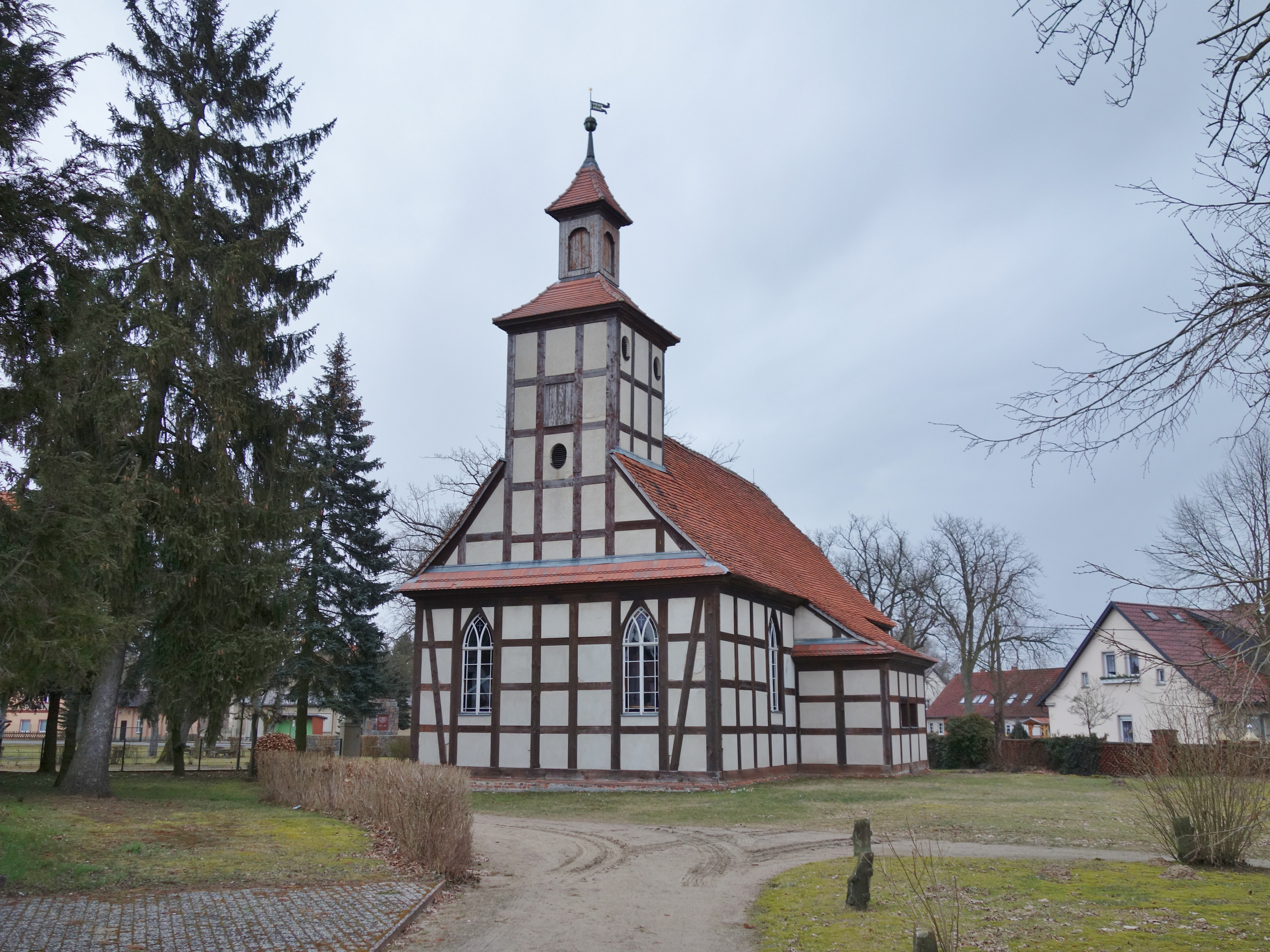
Westsüdwestansicht

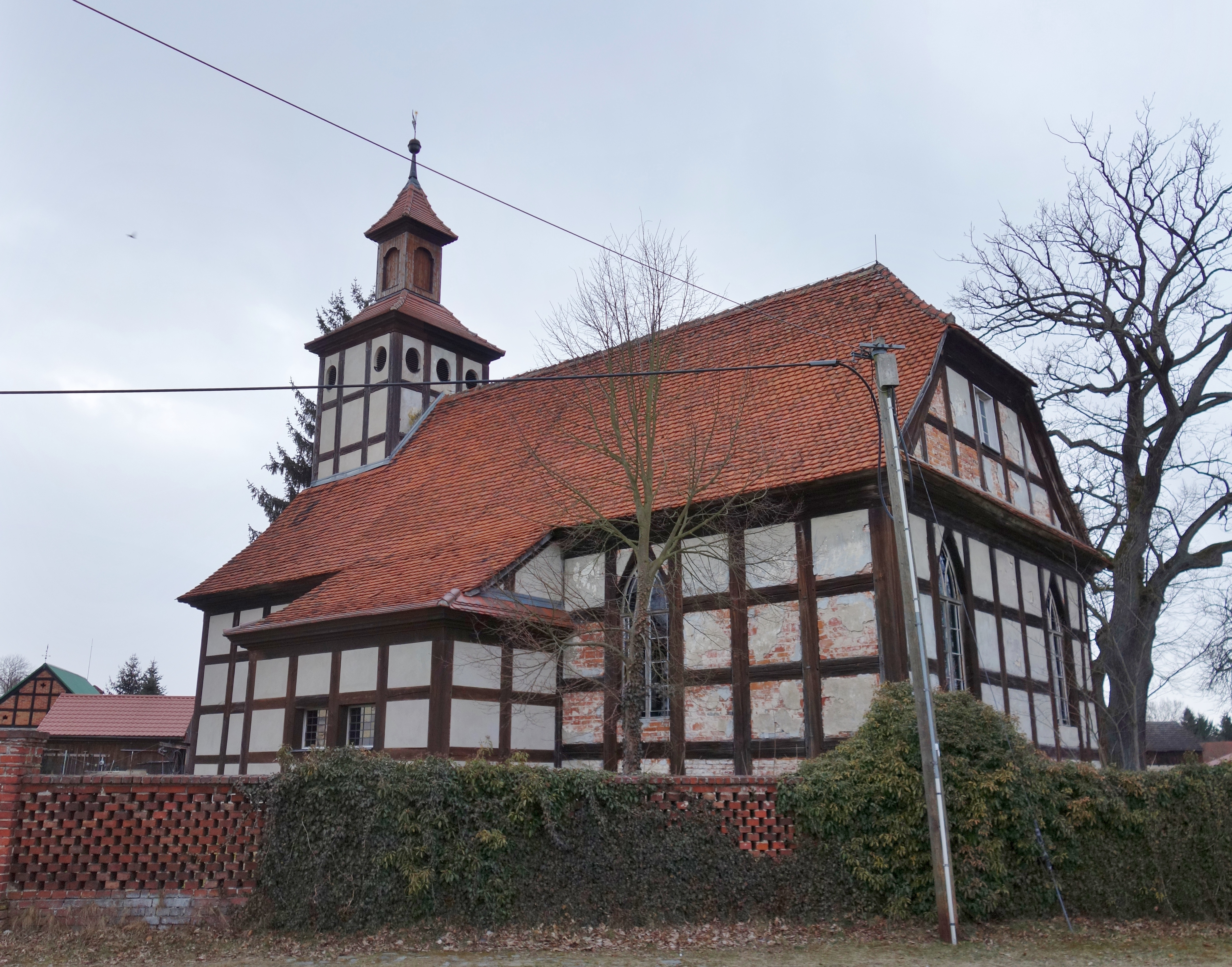
Südostansicht

Die Dorfkirche Fretzdorf ist eine Fachwerkkirche im Ortsteil Fretzdorf der Stadt Wittstock/Dosse im Landkreis Ostprignitz-Ruppin des Landes Brandenburg. Sie gehört zum Kirchenkreis Wittstock-Ruppin der Evangelischen Kirche Berlin-Brandenburg-schlesische Oberlausitz.
Die rechteckige Saalkirche mit quadratischem, laternenbekröntem Turmaufbau wurde 1704 geweiht. Auftraggeber war Ulrich Christoph von Stille (1654–1728), dessen Sarkophag sich im südlichen Gruftanbau befindet. 1888 fanden umfangreiche Renovierungen statt, wobei die Fenster neugotisch erweitert wurden. Weitere Restaurierungsarbeiten folgten 1962/1963. Auf der Nordseite ist eine Vorhalle, auf der Südseite eine Gruft angebaut. Im Jahr 1888 wurde die Kirche renoviert und mit größeren neugotischen Fenstern versehen. Das Innere mit flacher Putzdecke und Westempore wurde 1888 einheitlich ausgemalt. Unter dem als Winterkirche abgeteilten Südanbau ist ein Gruftgewölbe mit dem Sarkophag von Ulrich Christoph von Stille erhalten. Hinter dem Altar steht die hölzerne Kanzel, aus der Zeit um 1700, die 1888 durch eine Pfeilerkonstruktion frei stehend umgebaut wurde. Als Kanzelträger dient eine ausdrucksvolle lebensgroße Mosesfigur aus Sandstein, am polygonalen Korb sind bewegte Holzfiguren von Christus und den Evangelisten in Muschelnischen angebracht. Die Patronatsloge aus der Zeit um 1700 ist mit einer schlanken Säulenstellung über der mit Schriftkartuschen und Wappen bemalten Brüstung, unter anderem mit dem Allianzwappen der Familien von Stille und von Corel versehen. Ein Gemälde mit der Auferstehung Christi stammt aus dem 17. Jahrhundert von einem Altar. Die Orgel ist ein Werk von Albert Hollenbach aus dem Jahr 1888 mit sechs Registern auf einem Manual und Pedal.
Auf dem Friedhof ist die Familiengrabstätte derer von Karstedt zu finden, eine von steilen Pyramiden flankierte Feldsteinmauer mit zahlreichen Grabsteinen des 18.–20. Jahrhunderts.